# Hugues de Fleury
Hugues de Fleury ou de Sainte-Marie est un moine de Fleury ou de Saint-Benoît-sur-Loire, mort vers 1130. 

## Biographie
On a[style à revoir] de ce religieux, qui se rendit célèbre par son savoir : Chronicon Floriacense ou Historia ecclesiastica, ouvrage imprimé à Munster (1638), comprenant une histoire universelle qui s'étend d'Abraham à Charles le Chauve, et qui a pour principal objet de montrer la conduite de Dieu à l'égard des hommes dans les différents âges du monde; De potestate regali et de sacerdotali dignitate, traité publié par Baluze dans ses Miscellanea, et qui a pour but de poser les limites de la puissance royale et de la dignité sacerdotale, en exposant leurs droits respectifs. 
« C'est dit M. Hauréau, une apologie fort vive de la puissance royale. Les rois, suivant l'auteur, ont été établis par Dieu, et c'est outrager Dieu lui même que d'élever sa voix contre leur toute-puissance. S'il est permis quelquefois de leur résister, c'est quand ils commandent une chose contraire A la foi. Mais il ne faut pas que le prétexte de la foi menacée serve à colorer des défections, des révoltes inspirées par cet esprit d'insubordination dont l'histoire offre tant d'exemples. Au nombre des devoirs du clergé, il place le respect de la puissance royale et il s'élève contre le zèle indiscret des évêques, qui, pour accroître leur propre autorité prétendent dégager les peuples des liens qui les asservissent à leurs chefs temporels. » 
Citons encore de cet écrivain une Vie de saint Sacerdos, évêque de Limoges publiée par les Bollandistes, et le récit des miracles de saint Benoît, dont quelques extraits seulement ont été publiés. Le style de cet écrivain est clair et concis.